# Argentinas herrlandslag i basket

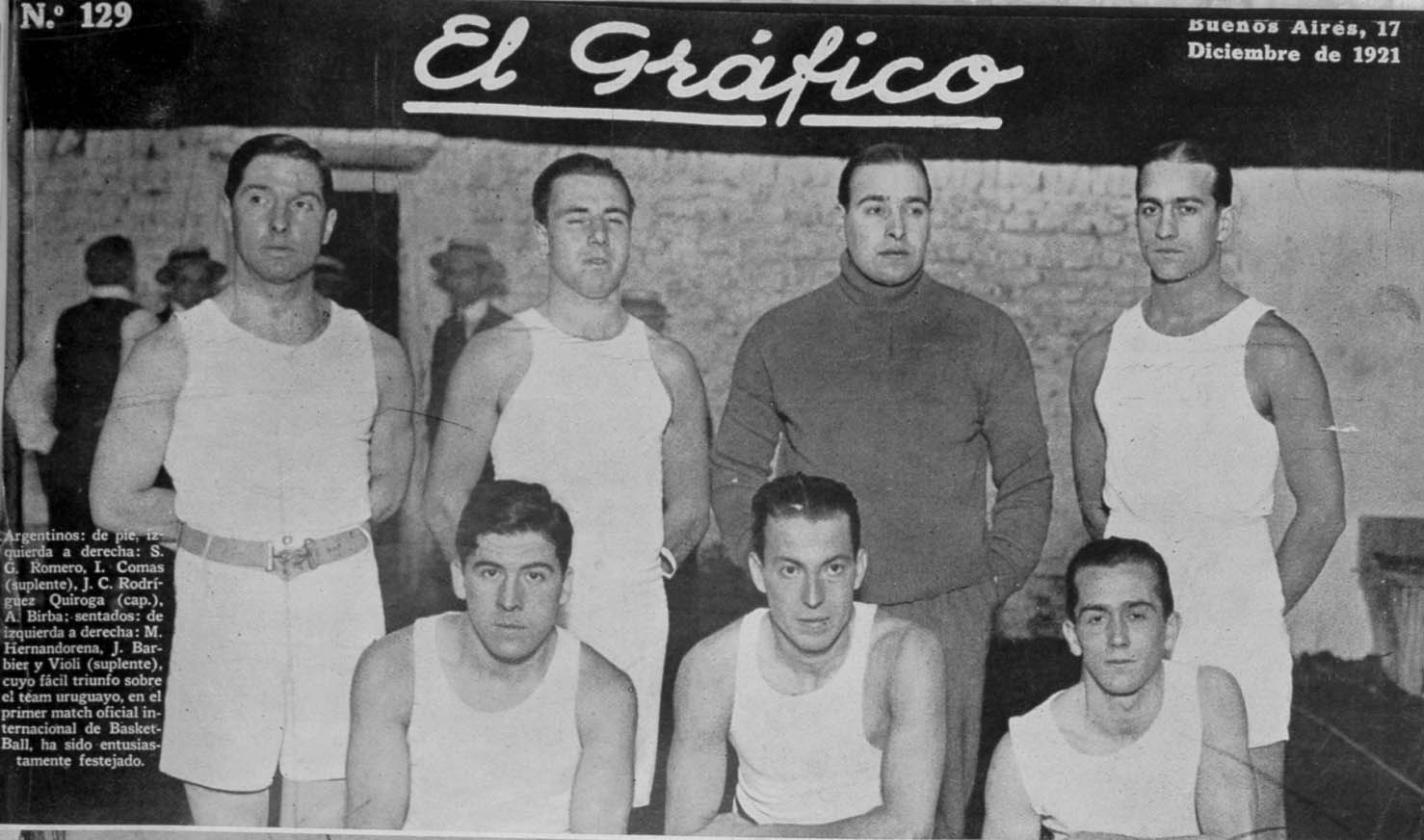
Första landslaget, 1921.

Argentinas herrlandslag i basket (spanska: Selección de básquetbol de Argentina) representerar Argentina i basket på herrsidan. Laget spelade sin första landskamp 1921, då man mötte Uruguay. Laget blev världsmästare 1950, och olympiska mästare 2004.

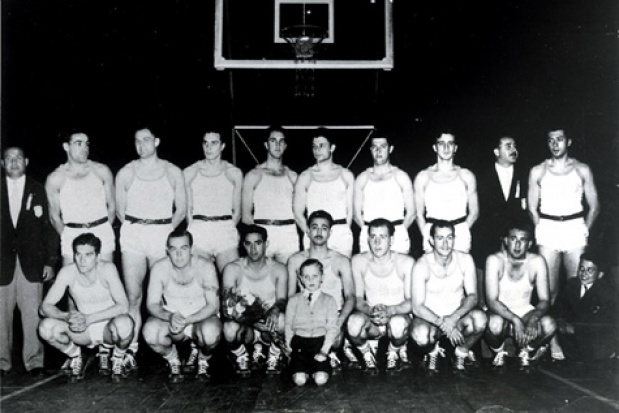
världsmästarna 1950.

Vid världsmästerskapet 2002 i USA, där laget tog silver, lyckades Argentina, som första landslag, besegra ett amerikanskt landslag bestående enbart av NBA-spelare. Laget tog också olympiskt brons 2008.

### Fotnoter
1. ↑  Argentina hands NBA players first international loss Arkiverad 8 november 2010 hämtat från the Wayback Machine., Sports Illustrated, 5 september 2002. läst 12 maj 2014.